# Фукушимска катастрофа
Фукушимска катастрофа (福島第一原子力発電所事故) обухвата серију нуклеарних несрећа и отказивање уређаја у нуклеарној електрани Фукушима 1, код града Окума, Јапан, које су настале као последица катастрофалног земљотреса у Јапану 11. марта 2011. године. Нуклеарна електрана обухвата шест нуклеарних реактора типа BWR у власништву ТЕПКО компаније. Реактори 4, 5 и 6 су били угашени у време земљотреса ради одржавања и инспекције. Остала три реактора су се аутоматски угасила када је дошло до великог земљотреса. Након тога велики талас цунами је ударио у ове реакторе и поплавио цело подручје. Као последица тога, дизел агрегати који су покретали пумпе за хлађење реактора су остали без довода електричне енергије. Наредних неколико дана дошло је до делимичног топљења језгра реактора 1, 2 и 3 као и експлозије водоника који је уништио кровове зграде где се налазе реактори 1, 3 и 4; експлозија је такође оштетила контејнер реактора 2 а неколико пожара је оштетило и реактор 4. Због страха од ширења радијације, становништво је евакуисано из области 20 км око нуклеарне централе.
Запослени у ТЕПКО предузећу и радници из других предузећа који су се нашли у електрани су били привремено евакуисани после експлозије која је одјекнула из зграде другог блока. У петак 18. марта, јапански званичници одредили су да опасност на реакторима 1, 2 и 3 је на нивоу 5, на ИНЕС скали. 18. марта 2011. у 20.30 - Јапански инжењери успешно су спојили струјни кабл са реактором 2 нуклеарне електране Фукушима 1, рекао је контролор УН за Би-Би-Си, оспособљен је довод струје до блока 1 и 5 а до осталих блокова ће бити до 20. марта.
Фукушимска катастрофа је на Међународној скали за нуклеарне инциденте добила оцену 7. После Чернобиљске катастрофе, она је најтежа несрећа везана на употребу нуклеарне енергије у мирнодопско време.

## Сумирање догађаја по данима

### Прва недеља
- 11. март: 14:46 JST (05:46 UTC): Тококу земљотрес јачине девет степени Рихтерове скале погодио је Јапан. Јапанска агенција за нуклеарну и индустријску безбедност одмах је сазвала седницу кризног штаба како би обезбедила нормално функционисање 55 нуклеарних реактора у Јапану. Реактори 1,2,3 на нуклеарној електрани Фукушима 1 одмах су престали да раде због потреса. Реактори 4,5,6 у том тренутку нису ни били оперативни. Након сат времена уследио је цунами. Јапанска влада прогласила је ванредно стање због квара расхладних система на реактору у Фукушима 1 нуклеарној централи и евакуисано је хиљаде становника који живе у кругу од 2 км око електране.
- 12. март: Да би се ослободио притисак у контејменту првог блока, у ваздух је испуштана пара, у којој су биле честице радиоактивног материјала. Област евакуације око нуклеарне централе Фукушима 1 повећана је на десет километара. Док се претпостављало да је дошло до делимичног топљења горивних шипки у блоку 1, дошло је до експлозије водоника на спољној структури (реактор није био оштећен) и уништен је горњи део зграде у којој се налази блок 1. У експлозији је повређено четворо радника, али је контејмент (челично бетонска конструкција око примарног круга) реактора унутар зграде остао нетакнут. Оператори постројења су почели да користе морску воду за хитно хлађење (што је трајно оштетило реактора с обзиром да морска вода проузрокује корозију унутар реактора). Донесена је одлука да се евакуација становништва прошири на круг од 20 km, што је утицало на 170.000-200.000 људи, а влада је саветовала становницима на 30 km од централе да остану у затвореном простору због могућег ослобађања фисионих продуката из оштећеног реактора. Нарочито је опасан радиоактивни јод-131, па су због тога јапански званичници поделили профилактичке јод таблете за људе који живе око Фукушима 1 централе. Јапанске власти су издале препоруку становништву које напушта простор у близини оштећене нуклеарне електране да узимају јод који, у облику сирупа или таблета, може бити од помоћи у заштити од рака тироидне жлезде услед изложености радиоактивности. Касније 12. марта дошло је до отказивања и система за хлађење блока број 3 у нуклеарној централи Фукушима, због чега је настао ризик од нове експлозије водоника унутар зграде реактора.
- 13. март: Делимично топљење језгра могуће у блоку 3 Фукушима 1 нуклеарне електране. Од 13:00, из реактора 1 и 3 су испуштени нагомилани гасови односно пара и реактори се пуне водом и борном киселином како би се смањила температура и спречио даљи развој нуклеарне реакције. Нешто касније упумпава се у реактор 1 и морска вода ради бољег хлађења. Блок 2 је имао нижи ниво воде од нормалног, али се сматрало да је реактор стабилан, иако је притисак унутар реактора био доста висок. Јапанска агенције за атомску енергију објавила је да је оцена ситуације у Фукушима 1 централи на нивоу 4 (незгода са локалним последицама) на ИНЕС скали.
- 14. март: Дошло је до експлозије водоника унутар зграде реактора број 3, притом је повређено једанаесторо људи. Није дошло до ослобађања радиоактивног материјала у атмосферу с обзиром да је дан пре тога већ дошло до вентилирања блока. Упркос томе, експлозије штетно утиче на водоснабдевање другог блока. Председник француског нуклеарног тела изјавио је да несрећа у Фукушима 1 централи треба да буде оцењена као ниво 5 (несреће са ширим последицама) или чак 6 (тешка несрећа) на ИНЕС скали. Спољни зид реактора је оштећен, али је унутрашњост остала нетакнута. Оштећен је систем за хлађење на блоку 2 од експлозије у блоку 3, проблем са системом за вентилацију утицао је на довод воде до блока 2.
- 15. март: Јучерашња експлозија на трећем реактору је у блоку 2 проузроковала вероватно штету на контејменту реактора. ТЕПКО упозорава да је систем за хлађење потпуно ван функције и почиње убризгавање воде из мора, како би се охладио реактор број 2. Због веома лошег хлађења и довода воде до језгра реактора 2 сумња се да су горивни елементи претрпели делимично излагање и да је дошло до њиховог прегревања. Исти дан избија и пожар у блоку 4 где се налази базен са истрошеним горивним шипкама. Истрошено гориво се обично чува у базену испуњеним водом како се гориво не би прегревало. Ниво радијације у нуклеарној централи је значајно порастао, али се касније смањио. Измерена еквивалентна дозе зрачења у близини трећег блока износила је 400 милисиверта на сат (400 мСв/х). Трећа експлозија у Фукушими 1 догодила се нешто касније на реактору 2. Евакуисани сви радници, осим оних који су задужени за хлађење реактора. Проглашена је зона забрањеног лета у радијусу 30 km око Фукушиме 1 централе.
- 16. март: Око 14:30 званичници ТЕПКО су изјавили да је вероватно дошло до кључања воде у базену са истрошеним горивним елементима у блоку 4, који се налази ван контејмента реактора. Блок 4 је био у фази ремонта у време земљотреса, у уторак 15. марта је избила ватра у базену са истрошеним горивом вероватно изазвана експлозијом водоника, ниво воде у базену није био познат. Покушало се са упумпавање воде како би се охладио базен. Могућност да се успостави критичност у базену са истрошеним горивом се повећала. До поднева долази до ослобађања густог белог дима из Фукушима 1 централе и ТЕПКО уверава да дим долази из блока 3. Убрзо након тога, сви радници осим мале групе (50ак људи) су евакуисани због раста нивоа радиоактивности на 1000 мСв/х. ТЕПКО наређује да сви привремено напусте објекат због зрачења. ТЕПКО радници су морали да се врате на посао након снажног праска који је дошао из правца блока 2. Истог дана у поподневним часовима Ројтерс је обавестио јавност и да је почео процес додавања воде у реакторе 5 и 6, који су у време земљотреса били угашени али гориво је остало унутар језгра реактора. Незнатно долази до пораста температуре у базенима са истрошеним горивом на блоку 5 и 6, услед недовољне количине воде која је потребна за хлађење истрошеног горива. Након што су претходног дана на оштећене реакторе нуклеарне централе „Фукушима 1" избацили око 64 тоне воде, јапанска војска и полиција су наставиле акцију, како би се повећао ниво воде у реакторима.
- 17. март: Током јутра, хеликоптери су четири пута покушали да са крова убаце воду на базен са истрошеним горивом у блокове 3 и 4. У поподневним сатима објављено је да је у блоку 4 базен са истрошеним горивом пун воде и да није дошло до излагања горивних елемената и њиховог отапања. Почели су грађевински радови како би се обезбедио спољни извор напајања електричном енергијом до свих шест блокова Фукушима 1 централе. Почевши од 7 сати, полиција и камиони са водом покушавали су да убризгају воду у реактор блока 3. Јапанске власти су обавестиле МААЕ да су инжењери успели да повежу каблове са блоком 2. У базенима за хлађење у још добрим реакторима 5 и 6 расте температура, и данас је измерено 60 степени.

### Друга недеља
- 18. март: На основу захтева гувернера Токија Шинтаро Исхихара, 139 ватрогасаца и спасилачких екипа је послато са тридесет возила око 03:00 заједно са јапанским одбрамбеним снагама да помогну у снабдевању водом блок 4 као и блок 3, где је ситуација била много озбиљнија него што се на почетку мислило. Прогнозирало се да ће ветрови дувати у смеру океана тако да радиоактивне честице неће да се шире у смеру ка континенту. На 30 km северозападно од оштећених Фукушима 1 нуклеарних постројења измерена је повећана радијација од 150 микросиверта на сат, микроСв/х. Људско излагање овом нивоу радијације на шест до седам сати би значило апсорпцију дозе која се добије за годину дана. Несрећа на блоку 2, 3 и базену истрошеног горива 4 је подигнута на ниво 5, од могућих 7 нивоа на ИНЕС скали.
- 19. март: Друга група од 100 ватрогасаца из Токија заменила је претходни тим који се налазио на терену Фукушима 1 нуклеарне електране. ватрогасци су користили возило које може да избацује воду са висине од 22 метара и тиме су потпомогли хлађење складишта истрошеног нуклеарног горива у базену реактора 3. Вода је спрејом убризгавана 7 сати у току дана. ТЕПКО је известио да је након тога успешно снижена температура воде око истрошеног горива на испод 100 °C. У реактору 6 поново ради дизел генератор, а у реактору 5 пумпа за хлађење нуклеарног горива.
- 20. март: Тешко оштећени реактор 2 у Фукушима 1 нуклеарној централи је коначно добио струју, што омогућава његово нормално хлађење. Стабилни су и реактори 5 и 6, док је притисак у реактору 3 мало повишен. Јапански инжењери су јуче успели да споје струјни далековод са реактором 2. Камиони цистерне опремљене воденим топовима полили су јуче око 2.000 тона воде на реактор 3. Иста операција спроведена је данас на реактору 4.

- 21. март: Реактори 1 и 2, који су били тешко оштећени и где је могло да дође до отапања језгра реактора, претходних дана су били прикључени на струју и на тај начин је омогућено нормално хлађење језгра. Реактор 3 је у експлозији био веома оштећен и звог недостатка електричне енергије хлади се и даље посипањем воде уз помоћ ватрогасних јединица из Токија. Исте мере предузимају се и у случају реактора 4 све док се не успостави напајање електричном енергијом. Реактори 5 и 6 спојени су са системом за електрично напајање и реактори су стабилни.
- 22. март: Раније у току дана из реактора 2 и 3 ослобођен је густи дим из непознатих разлога и сумњало се да су радиоактивне честице доспеле у животну средину, стога су запослени хитно евакуисани. Касније, када се ситуација мало смирила јапански стручњаци успели су да споје свих шест реактора нуклеарне централе Фукушима 1 са електричним напајањем, чиме је успостављен систем за хлађење у целој електрани. Још увек није најјасније шта је проузроковало дим тога јутра. Влада Јапана и Токијска енергетска компанија ТЕПКО анализирају и последице нуклеарног инцидента на море, пошто је у морској води недалеко од комплекса електране установљен виши ниво радиоактивних материја (скоро 1500 пута од нормалног).
- Од 23. марта до 26. марта интензивно је праћена ситуација у Фукушима 1 нуклеарној централи с обзиром да је до свих 6 реактора доведено напајање електричном енергијом али је радиоактивност у околини централе и подземним водама (као и океану) драматично расла.

### Трећа недеља
- 27. март: Радиоактивност воде код реактора 2 у Фукушима централи била је неколико пута већа од нормалне због чега су сви радници хитно евакуисани из зграде овог блока. Такође, у узорцима морске измерена је веома висока концентрација радиоактивног јода. У осталим деловима нуклеарке радници су сконцентрисани на вађење контаминиране воде из зграда где су турбине (у 3 од 6 блокова) и покушавају да радиоактивну воду преусмере на кондензаторе. Напајање струјом је успостављено у свим блоковима 1-6. Блокови 2 и 4 се снабдевају електричном енергијом, али појединачне компоненте се још увек проверавају пре него што се ставе под напон. Осветљење у блоковима 1, 2 и 3 у контролним собама је враћено. И даље је у току упумпавање свеже воде у само језгра реактора како би се охладила. Кратак преглед о стању свих блокова је следећи:

Блок 1
Свежа вода и даље се упумпава у реакторски суд. Од 23:00 25. марта, густ бели дим константно излази из зграде реактора. Узорак воде узет из устајала вода у подруму зграде са турбином показује присуство јода-131, цезијума-137 и цезијума-134. Ниво радијације је на истом нивоу као и у турбинској згради блока 3, где је 24. марта дошло до озрачивања троје радника.
Блок 2
Свежа вода и даље се упумпава у реакторски суд. Од 23:00 25. марта потврђено је да бели дим константно излази из зграде реактора.
Температура воде у базен са истрошеним горивом се претходних дана повећавала а затим се стабилизовала на 57 °C степени Целзијуса у 00:30 26. мартa.
Блок 3
Свежа вода и даље се упумпава у реакторски суд. Температура на дну реакторске посуде се смањила и тренутно је устаљена на 100,4 °C измерено у 13:00 26. марта. Упумпавање морске воде у базен са истрошеним горивом је и даље у току. Бели дим од 25. марта још увек излази из реакторске зграде. Доза зрачења у реакторском суду се смањује и последња вредност је била 36,1 сиверта на сат, измерено у 13:00 26. марта.
Блок 4
Од 22. марта до 25. марта, између 130 до 150 тона морске воде је сипано у базен са истрошеним горивом сваки дан. Морска вода је такође додата и систему за хлађење овог базена од 21:05 24. марта до 01:20 25. марта. Мале количине белог дима још увек излазе из зграде реактора.
Блок 5
Реактор је хладно искључен (температура испод 100 °C). Температура воде у реактору порасла је на 43,8 °C. Температура воде у базену са истрошеним горивом је порасла на 42,8 °C 26. марта.
Блок 6
Реактор је хладно искључен. Температура воде у реактор је смањена на 21,3 °C. Температура воде у базену са истрошеним горивним шипкама се благо повећала и износи 30,0 °C.
- 30. март: У централи и даље покушавају да реакторе ставе под контролу и поврате систем за хлађење на свим блоковима. Константно се смањује употреба морске воде за хлађење и уместо ње се поново користи слатка вода. Данас је напон струје делимично успостављен у реактору број 4 и контролна просторија је поново добила струју, као што су је већ добиле и просторије реактора 1, 2 и 3 претходних дана. Страх од загађења животне средине је порастао у понедељак увече 29. марта када је саопштено да су у пет узорака земљишта у близини постројења нађени трагови високорадиоактивног плутонијума. За сада се претпоставља да плутонијум вероватно потиче од шипки искоришћеног нуклеарног горива.

### Четврта недеља
- 1. април: ТЕПКО компанија је објавила да је у подземним водама у близини блока 1 Фукушима нуклеарне електране детектован виши ниво радијације од нормалног. Јапанска влада разматра убризгавање азота у реакторе како би се спречио настанак праскавог гаса услед стварања водоника унутар реакторског суда.
- 2. април: Пукотина величине 20 цм је откривена у близини другог блока електране на месту где се налазе електрични каблови и где вода улази у блок 2. Радници су се припремили да забетонирају ову пукотину како би зауставили радиоактивну воду да се излије у океан (измерена радиоактивност воде је 1 Сиверт на сат.
- 3. април: ТЕПКО компаније је потврдила да су пронађена два настрадала радника која су се водила као нестали од 11. марта када је велики цунами ударио у Фукушима нуклеарну електрану. Радници су настрадали услед обилног крварења као последица многобројним повредама услед цунамија који их је затекао у подруму блока 4. Безуспешно је прошао покушај да се заустави цурење воде у блоку 2 бетонирањем пукотине па је стога у рупу убачен супер апсорбент који може да упије велике количине воде. Ниво радијације у електрани и њеној околини се смањује.
- 4. април: Почело је испуштање нискорадиоактивне воде у океан како би се у електрани направио простор за складиштење висикорадиоактивне воде. Овај поступак је био непоходан како би се поново успоставило потпуно хлађење реактора 1-4.
- 5. април: Ниво радиоактивног јода-131 у морској води у близини електране је премашио законски лимит. ТЕПКО се одлучује да у пукотину блока 2 убризга натријум силикат како би се спречило даље цурење радиоактивне воде ван реактора.
- 6. април: ТЕПКО компанија је изјавила да је цурење у реактору 2 престало. Још увек није најјасније да ли је дошло до оштећења језгра у реактору 2 и колико је језгро уопште оштећено. Радници су почели са убацивањем азота у блок 2 како би се смањила вероватноћа да дође до нове водоникове експлозије или настанка праскавог гаса.
- 7. април: Радници у електрани су евакуисани након новог земљотреса који је погодио Јапан, овај пут јачине 7.1, на удаљености од 118 km од Фукушима нуклеарне електране. Није дошло до нових оштећења на електрани.

### Пета недеља
- 12. април: Јапанске власти подигле су ниво озбиљности на ИНЕС скали на ниво 7, у односу на претходни ниво 5 који је објављен пре готово месец дана. На овај корак се одлучила пре свега због последица које су настале на уређајима у електрани и око електране. Несрећа је нажалост захватила 4 реактора (док су се све претходне несреће у свету догађале углавном на само једном реактору). Иако је ниво 7 на ИНЕС скали исти ниво као и Чернобиљска хаварија, радијација која је испуштена за време несреће у Фукушима електрани износи једва 10% радијације из Чернобиља.

## Фукушима 1 нуклеарна централа
Фукушима нуклеарна електрана се налази у граду Окума у Футаба области која припада префектури Фукушима на око 210 km северно од Токија. Електрана се састоји од шест блокова (реактора) типа BWR. Реактор је дизајнирао Џенерал Електрик са укупном снагом 4,7 гигавата, па Фукушима електрана представља једну од 25 највећих нуклеарних електрана у свету. Фукушима електрану је прва електрана коју је изградио и којом руководи Токијска Електропривреде (ТЕПКО).
Први блок снаге 1 439 мегавати изграђен је у јулу 1967. Почео је производњу електричне енергије у комерцијалне сврхе 26. марта 1971. године. Блокови 2 и 3 су исте снаге од по 784 мегавати, реактор 2 је почео са радом у јулу 1974. а реактор 3. марта 1976. године.
Реактори 1-5 имају Марка 1 тип (торус у коме пара може брзо кондензује) челичну структуру испод реакторског суда, док реактор 6 има Марка 2 тип. Од септембра 2010. године, блок 3 користи као гориво помешани оксид уранијума и плутонијума MOX.

## Блок 1

### Проблеми са хлађењем у реактору 1
Дана 11. марта 2011. у 16:36 ЈСТ, проглашена је ванредна нуклеарна ситуација када је било „немогуће потврдити статус нивоа лаке воде унутар језгра реактора 1 и 2 ". Упозорење је привремено укинуто када је мерење нивоа воде било обновљен за први блок, међутим, упозорење је враћено на снагу у 17:07 ЈСТ због потенцијалног испуштања радиоактивне паре из примарног круга како би се смањи притисак у контејменту реактора.
У раним јутарњим часовима 12. марта ТЕПКО је известио да ниво зрачења расте у згради где је турбина првог блока и да се мора прибећи вентилацији и испуштању гасова у атмосфери како би се смањио притисак у контејменту реактора. Секретар шефа кабинета Јукио Едано изјавио је касније ујутро да је износ потенцијалног зрачења веома мали. У 02:00 ЈСТ притисак унутар реактора контејмента је износио 600 кPa (6 бара), односно 200 кPa већи него у нормалним условима. У 05:30 ЈСТ притисак унутар реактор 1 је био 2,1 пута већи од дизајнираног капацитета од 820 кPa. Раст топлотне енергије унутар контејмента довео је до повећања притиска. Обе расхладне пумпе за воду и вентилатори за испуштање гасове кроз размењивача топлоте су били ван употребе с обзиром да су остали без извора електричне енергије (након земљотреса ови уређаји су сат времена радили помоћу енергије из Дизел агрегата. Након удара цунамија, и Дизел агрегати су било уништени и електрана је практично остала без икаквог извора електричне енергије)
У 13:30 ЈСТ, радници су открили радиоактивни цезијум-137 и јод-131 у близини реактора 1, што указује на то да је језгро реактора било изложено, тј. да је вода у ректорку делимично испарила. Ниво радијације унутар електране прелази дозвољену границу. Касније у току дана нивоа радијације је наставио да се повећа у просторијама а мерење у 02:20 показало је интензитет од 751 μСв/сат. Дана 16. марта највиша измерена доза достигла је 10850 μСв/сат.

### Експлозија на реактору 1
У 15:36 ЈСТ 12. марта 2011 дошло је до експлозије на блоку 1. Четири радника су повређена, а спољашњи омотач зграде реактора је био одуван. У централи Фукушима 1 око реакторског суда се налазе два омотача односно баријера који служе првенствено да заштите ширење радиоактивних материја у околину.
Експерти су се убрзо сложили да је до експлозије дошло услед нагомилавања водоника унутар реакторског суда првенствено због опадања нивоа воде унутар самог реактора. Горивне шипке које су прекривене зиркалоем су се услед недостатка хлађења прегрејале и у реакцији са паром се ослобађао водоник. Сигурносни уређаји обично спали генерисани водоник отварањем специјалних вентила (вероватно су заказале због несташице електричне енергије) али сада су концентрације достигле експлозивну концентрацију.

## Стање реактора
| Статус у нуклеарној централи Фукушима 1, 18. март 10:00 JST  | Блок 1                                                | Блок 2                                                | Блок 3                                                 | Блок 4                                                         | Блок 5                                                | Блок 6                                                |
| ------------------------------------------------------------ | ----------------------------------------------------- | ----------------------------------------------------- | ------------------------------------------------------ | -------------------------------------------------------------- | ----------------------------------------------------- | ----------------------------------------------------- |
| Снага реактора (MWe)                                         | 460                                                   | 784                                                   | 784                                                    | 784                                                            | 784                                                   | 1100                                                  |
| тип реактора                                                 | BWR-3                                                 | BWR-4                                                 | BWR-4                                                  | BWR-4                                                          | BWR-4                                                 | BWR-5                                                 |
| Број горивних шипки у реактору                               | 400                                                   | 548                                                   | 548                                                    | 0                                                              | 548                                                   | 764                                                   |
| Истрошено гориво                                             | 292                                                   | 587                                                   | 514                                                    | 1479                                                           | 826                                                   | 1136                                                  |
| Обогаћење горива                                             | ниско обогаћени уранијум                              | ниско обогаћени уранијум                              | МОКС                                                   | ниско обогаћени уранијум                                       | ниско обогаћени уранијум                              | ниско обогаћени уранијум                              |
| Статус при земљотресу                                        | У раду                                                | У раду                                                | У раду                                                 | Планирано искључен                                             | Планирано искључен                                    | Планирано искључен                                    |
| Компактност горивних елемената                               | оштећено                                              | оштећено                                              | оштећено                                               | истрошено гориво оштећено                                      | неоштећено                                            | неоштећено                                            |
| Компактност реакторског суда                                 | непознато                                             | непознато (претпоставља се оштећење)                  | непознато (претпоставља се оштећење)                   | неоштећено                                                     | неоштећено                                            | неоштећено                                            |
| Компактност контејмента                                      | неоштећено                                            | претпоставља се оштећење                              | непознато                                              | неоштећено                                                     | неоштећено                                            | неоштећено                                            |
| Систем хлађења језгра                                        | нефункционално                                        | нефункционално                                        | нефункционално                                         | непотребно, нема горива                                        | непотребно                                            | непотребно                                            |
| Систем хлађења језгра                                        | нефункционално                                        | нефункционално                                        | нефункционално                                         | непотребно, нема горива                                        | функционише                                           | функционише                                           |
| Компактност зграде реактора                                  | озбиљно оштећена                                      | мало оштећена                                         | озбиљно оштећена                                       | озбиљно оштећена                                               | неоштећена                                            | неоштећена                                            |
| Ниво воде у реакторском суду                                 | гориво без хлађења                                    | гориво без хлађења                                    | гориво без хлађења                                     | безбедно, нема горива                                          | безбедно                                              | безбедно                                              |
| Притисак у реакторском суду                                  | стабилно                                              | непознато;батерија празна                             | стабилно                                               | безбедно, нема горива                                          | безбедно                                              | безбедно                                              |
| Убризгавање морске воде у реактор                            | константно се наставља                                | константно се наставља                                | константно се наставља                                 | непотребно, нема горива                                        | непотребно                                            | непотребно                                            |
| Компактност горива у базену са истрошеним нуклеарним горивом | разматра се убризгавање воде                          | (нема других података)                                | низак ниво воде у базену, убризгавање воде се наставља | низак ниво воде у базену, припрема за убризгавање воде у базен | температура воде у базену се повећава                 | температура воде у базену се повећава                 |
| Утицај на животну средину                                    | 646 μSv/час (0.646 mSv/h) у 11:10 17. марта           | 646 μSv/час (0.646 mSv/h) у 11:10 17. марта           | 646 μSv/час (0.646 mSv/h) у 11:10 17. марта            | 646 μSv/час (0.646 mSv/h) у 11:10 17. марта                    | 646 μSv/час (0.646 mSv/h) у 11:10 17. марта           | 646 μSv/час (0.646 mSv/h) у 11:10 17. марта           |
| Евакуација становништва                                      | 20 км                                                 | 20 км                                                 | 20 км                                                  | 20 км                                                          | 20 км                                                 | 20 км                                                 |
| INES                                                         | ИНЕС ниво 7 (по оцени јапанских власти од 11. априла) | ИНЕС ниво 7 (по оцени јапанских власти од 11. априла) | ИНЕС ниво 7 (по оцени јапанских власти од 11. априла)  | ИНЕС ниво 7 (по оцени јапанских власти од 11. априла)          | ИНЕС ниво 7 (по оцени јапанских власти од 11. априла) | ИНЕС ниво 7 (по оцени јапанских власти од 11. априла) |

## Ниво радијације и контаминације

### Ветар и радиоактивни облак
Уједињене нације предвиђају да ће облак радиоактивних честица стићи до Америке већ 18. марта. Стручњаци ипак тврде да ће утицај радиоактивности бити минималан и занемарљив по човеково здравље.